# Мирослав Грабарчик
Мирослав Грабарчик (пол. Mirosław Grabarczyk; нар. 3 січня 1971, Плоцьк) – польський шахіст, гросмейстер від 2002 року.

## Шахова кар'єра
У 1990-х роках належав до когорти провідних польських шахістів. Двічі (1997, 2001) представляв Польщу на командних чемпіонатах Європи. Багаторазовий фіналіст чемпіонату Польщі, дворазовий володар срібних медалей (Ченстохова 1993, Варшава 1995). У своєму активі має медалі чемпіонату Польщі з бліцу (золоту - Глогув 1994 і дві бронзові - Каліш 1993, Бидгощ 2013), а також зі швидких шахів (срібну - Луків 1995 і три бронзові - Варшава 1995, Ченстохова 1998, Жнін 2000). Також має медалі клубного чемпіонату країни (бронзову в складі клубу MKS "Rymer" Недобчице, срібну в складі клубу PTSz Płock і дві срібні в складі GKSz "Polfa" Гродзиськ-Мазовецький). 
1996 року переміг на двох міжнародних турнірах, у Поляниці-Здруй і Поліце, а на перетині 1996 та 1997 років посів 1-ше місце на турнірі Cracovia в Кракові. 2009 року поділив 3-тє місце (позаду Юрія Дроздовського і Торстена Міхаеля Гауба, разом з Карстеном Гоєм на турнірі Scandinavian Open в Копенгагені і переміг (разом з Володимиром Маланюком і Джордже-Габрієлом Грігоре) в Ревотелла-суль-Гарда. 2014 року переміг на міжнародному чемпіонаті Малопольщі, який відбувся в Кракові.
Найвищий рейтинг Ело в кар'єрі мав станом на 1 липня 1996 року, досягнувши 2525 очок ділив тоді 3-тє місце (разом з Марціном Каміньським і Олександром Войткевичем, позаду Михайла Красенкова і Томаша Марковського) серед польських шахістів.

## Особисте життя
Брат Мирослава Грабарчика, Богдан, також відомий шахіст (має звання міжнародного майстра).

## Зміни рейтингу
| На цьому місці має відображатися графік чи діаграма, однак з технічних причин його відображення наразі вимкнено. Будь ласка, не видаляйте код, який викликає це повідомлення. Розробники вже працюють для того, щоби відновити штатне функціонування цього графіка або діаграми. | |
| | На цьому місці має відображатися графік чи діаграма, однак з технічних причин його відображення наразі вимкнено. Будь ласка, не видаляйте код, який викликає це повідомлення. Розробники вже працюють для того, щоби відновити штатне функціонування цього графіка або діаграми. |